# Kalkmørtel
 Der er for få eller ingen kildehenvisninger i denne artikel, hvilket er et problem. Du kan hjælpe ved at angive troværdige kilder til de påstande, som fremføres i artiklen.

Kalkmørtel er betegnelsen for kalkbaseret mørtel uden cement. Det er blandet af sand og brændt kalk. Kalkmørtel bruges som pudse- og muremateriale og benyttes ofte til at pudse vægge op med. Kalkmørtelens egenskaber er anderledes end mørteler med cement, den er f.eks langt mere diffusionsåben og smidig (hydraulisk) efter at den er tørret og hærdet end cementmørtel. 
Kalkmørtels basale råstof er læsket kalk, som fremstilles af skrivekridt, der brændes og blandes med vand og lagres.
I Danmark findes store forekomster af skrivekridt. Den kalkmørtel, som indgår i de konventionelle KC (kalk-cementmørteler), fremstilles stadig på en række danske mørtelværker. Derimod er forekomsterne af de særlige kalktyper, som giver ægte hydraulisk kalk, udtømte i Danmark, så de særlige hydrauliske kalktyper i dag importeres fra andre egne af Europa.
Kalkmørtel anvendes i vidt omfang til renovering og restaurering af ældre bygninger med traditionelt murværk. Kalkmørtelen passer sammen med de oprindelige mørteltyper og levner murværket mulighed for at "ånde".

## Historie
Oldtidens ægyptere var de første til at bruge kalkmørtel, både i pyramiderne ved Giza, men også i deres templer og almindelige huse, som erstatning for tidligere bindemidler med ler og gips. Fra nogenlunde samme tid kendes fra Induskulturen i Pakistan, fra byen Mohenjo-Daro, mere end 4.000 år gamle bygninger holdt sammen af kalkmørtel. Også i antikkens Grækenland og Romerriget kendte man brugen af kalkmørtel.
Med fremkomsten af Portland cement i 1800-tallet blev kalkmørtel efterhånden fortrængt som bindemiddel, idet cementen var nem at arbejde med, hurtigttørrende og med høj trykstyrke. Med cement mistede man dog kalkmørtelens smidighed og porøsitet, som er en fordel ved fx natursten og terracotta. Derfor anvendes kalkmørtel stadig en del, fx ved reparation og restaurering af gamle murstens- eller stenhuse, hvor cement er uegnet.
På trods af kalkmørtels store udbredelse gennem byggeriets historie er man først efterhånden ved at forstå, hvordan bindemidlet virker; byggeskik var tidligere baseret på tradition og mundtlig overlevering af erfaringer, samt af det store antal  bygninger, som stadig stod efter årtier eller århundreder. Først for nylig har empiriske forsøg banet vejen for en videnskabelig forståelse af kalkmørtels store holdbarhed.

## Fremskaffelse af kalkmørtel
Det er forholdsvis nemt at fremskaffe kalkmørtel. Det kan erhverves i byggemarkeder, direkte ved mørtelværkerne og fra specialleverandør. Almindelig vådmørtel fra byggemarkedet eller mørtelværket er beregnet på opblanding med cement og bør derfor bruges med andre hærdende tilslag. Gode bestandige kalkmørteler erhverves fra specialleverandør eller bestilles særskilt  i byggemarkedet.
Normalt købes basismørtelen opblandet. Der er dog principielt intet til hinder for selv at blande mørtelen op fra bunden af kulekalk (lagret kalk) og skarpt, vasket sand. Det er ingen økonomisk fordel, men hjemmeblandingen kan give en god fornemmelse af de enkelte råstoffers betydning for mørtelens beskaffenhed.